# تاتیانا کورنیکووا
تاتیانا کورنیکووا (به انگلیسی: Tatyana Kurnikova) (زادهٔ ۱۹۶۵) شناگر اهل شوروی است.